# Dipartimento di Montecarlo
Montecarlo è un dipartimento argentino, situato nel centro-ovest della provincia di Misiones, con capoluogo Montecarlo.
Esso confina con i dipartimenti di Eldorado, Guaraní, Libertador General San Martín e San Pedro, e con la repubblica del Paraguay.
Secondo il censimento del 2010, su un territorio di 1.770 km², la popolazione ammontava a 36.745 abitanti.
Municipi del dipartimento sono:
- Caraguatay
- Montecarlo
- Puerto Piray